# Calvariaträdet
Calvariaträdet (Sideroxylon grandiflorum), ett träd som bara återfinns på Mauritius.
Calvariaträdet är en tvåhjärtbladig växtart som beskrevs av A.DC. Det ingår i släktet Sideroxylon och familjen Sapotaceae. Inga underarter finns listade i Catalogue of Life.
Trädet var på väg att dö ut under senare delen av 1900-talet. Endast 13 träd återstod, samtliga över 300 år gamla. Tydligen hade en nödvändig komponent i deras fortplantning försvunnit. Efter spekulation om att dronten kan ha ätit trädets frön och att fröna aktiverats genom att passera fågelns tarmsystem gjordes försök med att ge dess frön som mat till kalkoner. Försöken föll väl ut och arten räddades på detta sätt. Trädet kallas nu även drontträd.

## Bildgalleri

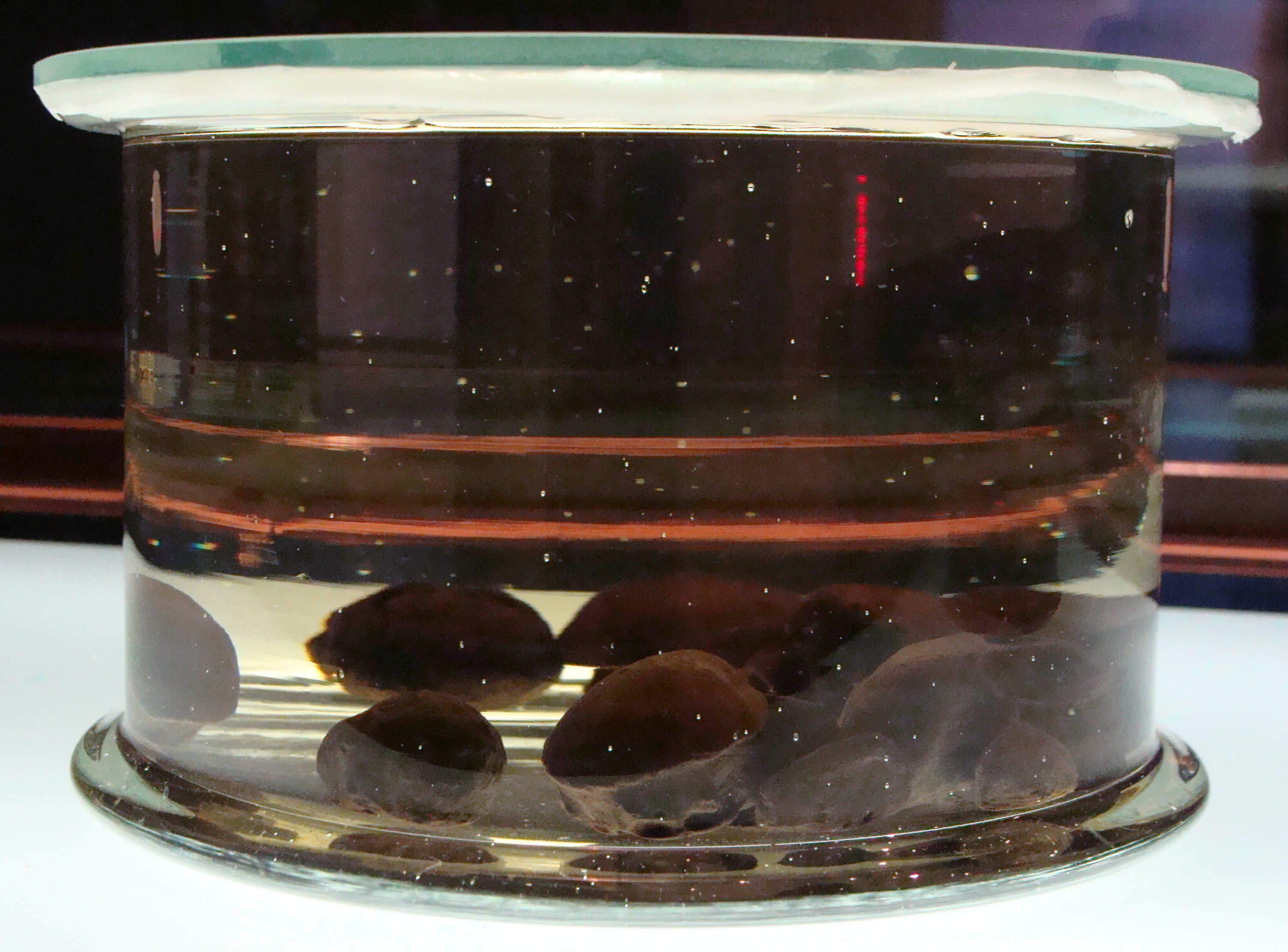
Trädets frön